# Lago Chingai
Lago Chingai, (Qinghai) também conhecido por Lago Ch'inghai e outros nomes, é o maior lago da China. Localizado em uma bacia endorreica na província de Chingai, à qual deu seu nome, o Chingai é classificado como um lago salgado alcalino. O lago mudou em tamanho, encolhendo durante grande parte do século XX, mas aumentando desde 2004. Nas estimativas de 2020 o lago tinha uma área de 4 543 quilômetros quadrados, e uma profundidade máxima de 32,8 metros.

## Nomes
Qinghai é a pronúncia romanizada pinyin em mandarim do nome chinês 青海. Embora o chinês moderno distinga entre as cores azul e verde, essa distinção não existia no chinês clássico. A cor 青 (qīng) era uma cor "única", incluindo o azul e o verde em tons separados (o português para qīng é ciano ou turquesa). O nome é, portanto, traduzido de várias maneiras como "Mar Azul", "Mar Verde", "Mar Azul-Verde", " Mar Azul/Verde", etc. Por um tempo após suas guerras com os Xiongnu, a Dinastia Han conectou o lago com o lendário "Mar Ocidental" que deveria equilibrar o Mar da China Oriental, mas conforme o Império Han se expandia mais a oeste na Bacia do Tarim, outros lagos assumiram o título.
A romanização do nome do lago no Mapa Postal Chinês foi o nome mongol de ᠬᠥᠬᠡ ᠨᠠᠭᠤᠷ. Quanto aos mongóis, a cor do lago é inequivocamente rotulada como azul, no entanto, o mongol clássico não fazia distinção entre lagos e corpos d'água maiores. O nome chinês, usando "mar" em vez de "lago", é, portanto, um termo excessivamente literal desse nome, usado pelos mongóis Chingai, alguns dos quais constituíram a classe dominante local durante a padronização dos topônimos chineses ocidentais na Dinastia Qing.

## Geografia

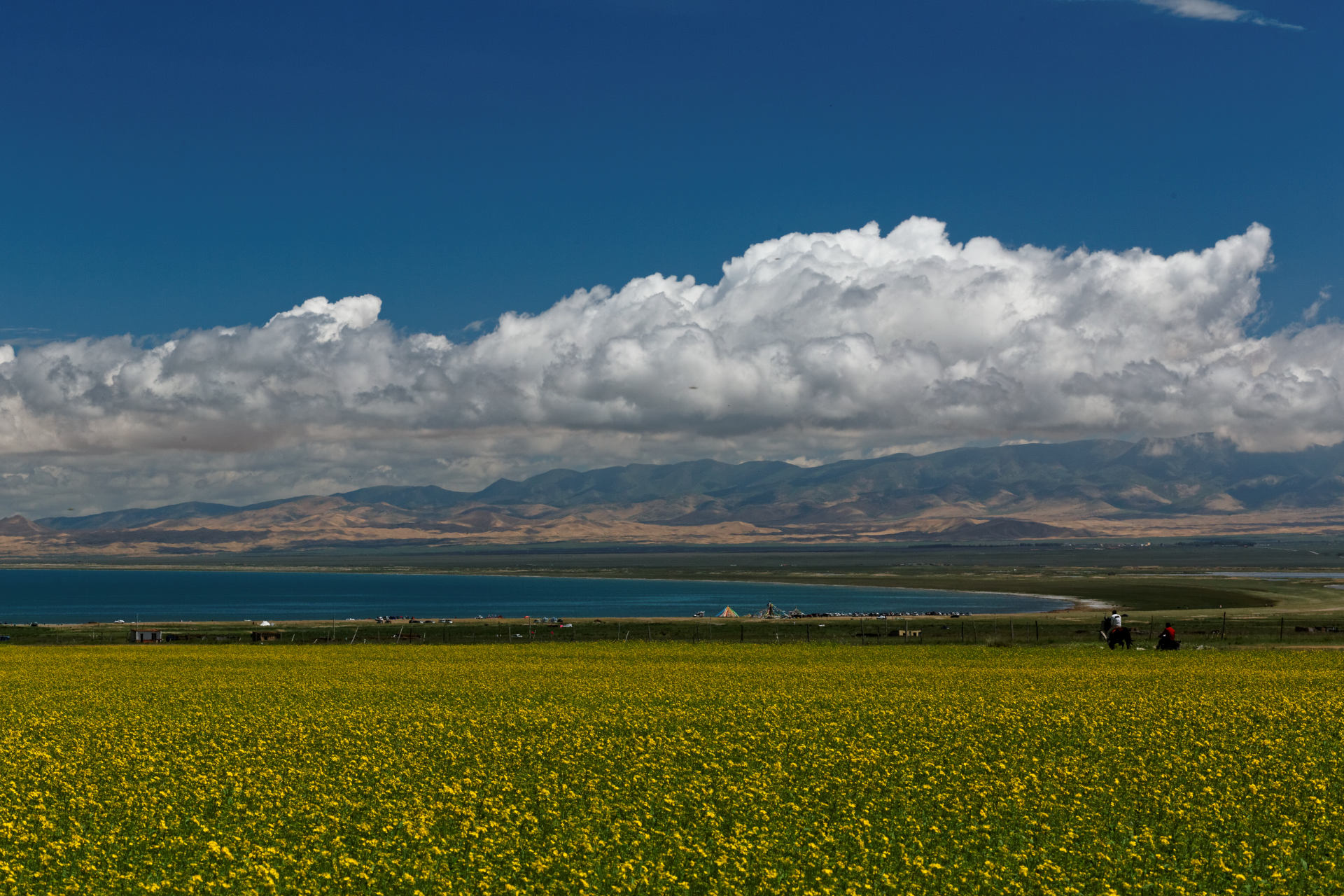
Vista do Chingai, 2016

Chingai fica a cerca de 100 quilômetros a oeste de Xining, em uma depressão do planalto tibetano a 3 205 metros acima do nível do mar. Situa-se entre as Prefeituras Autônomas Tibetanas de Haibei e Hainan, no nordeste da província de Chingai, no noroeste da China. O lago oscilou em tamanho, encolhendo ao longo do século XX, mas aumentando desde 2004. Tinha uma área de 4 317 quilômetros quadrados, uma profundidade média de 21 metros e uma profundidade máxima de 25,5 m em 2008.
Vinte e três rios e riachos deságuam no Chingai, a maioria deles sazonal. Cinco riachos permanentes fornecem 80% do influxo total. O influxo relativamente baixo e as altas taxas de evaporação tornaram o Chingai um lago salgado e alcalino. É atualmente cerca de 14 ppm de sal com um pH de 9,3. Ele aumentou em salinidade e basicidade desde o início do Holoceno.
Na ponta da península, no lado oeste do lago, estão a Ilha Cormorant e a Ilha Egg, conhecidas coletivamente como Ilhas dos Pássaros.
O Chingai ficou isolado do Rio Amarelo há cerca de 150 mil anos. Se o nível da água subisse cerca de 50 metros, a conexão com o Rio Amarelo seria restabelecida por meio da passagem baixa a leste usada pela rodovia S310.

### Clima
O lago geralmente permanece congelado por três meses continuamente no inverno.
| Dados climáticos para o Lago Qinghai         | Dados climáticos para o Lago Qinghai | Dados climáticos para o Lago Qinghai | Dados climáticos para o Lago Qinghai | Dados climáticos para o Lago Qinghai | Dados climáticos para o Lago Qinghai | Dados climáticos para o Lago Qinghai | Dados climáticos para o Lago Qinghai | Dados climáticos para o Lago Qinghai | Dados climáticos para o Lago Qinghai | Dados climáticos para o Lago Qinghai | Dados climáticos para o Lago Qinghai | Dados climáticos para o Lago Qinghai | Dados climáticos para o Lago Qinghai |
| Mês                                          | Jan                                  | Fev                                  | Mar                                  | Abr                                  | Mai                                  | Jun                                  | Jul                                  | Ago                                  | Set                                  | Out                                  | Nov                                  | Dez                                  | Ano                                  |
| -------------------------------------------- | ------------------------------------ | ------------------------------------ | ------------------------------------ | ------------------------------------ | ------------------------------------ | ------------------------------------ | ------------------------------------ | ------------------------------------ | ------------------------------------ | ------------------------------------ | ------------------------------------ | ------------------------------------ | ------------------------------------ |
| Média alta °C (°F)                           | −2.7 (27.1)                          | −0.2 (31.6)                          | 5.1 (41.2)                           | 10.8 (51.4)                          | 15.5 (59.9)                          | 18.5 (65.3)                          | 21.3 (70.3)                          | 21.0 (69.8)                          | 16.1 (61)                            | 10.0 (50)                            | 2.8 (37)                             | −1.3 (29.7)                          | 9.7 (49.5)                           |
| Média diária °C (°F)                         | −10.0 (14)                           | −7.1 (19.2)                          | −1.6 (29.1)                          | 4.1 (39.4)                           | 8.9 (48)                             | 12.2 (54)                            | 14.7 (58.5)                          | 14.2 (57.6)                          | 9.2 (48.6)                           | 2.9 (37.2)                           | −4.6 (23.7)                          | −8.8 (16.2)                          | 2.8 (37)                             |
| Média baixa °C (°F)                          | −15.4 (4.3)                          | −12.4 (9.7)                          | −7.0 (19.4)                          | −2.0 (28.4)                          | 2.7 (36.9)                           | 6.2 (43.2)                           | 8.9 (48)                             | 8.2 (46.8)                           | 3.7 (38.7)                           | −2.3 (27.9)                          | −9.6 (14.7)                          | −13.9 (7)                            | −2.7 (27.1)                          |
| Média precipitação mm (pol.)                 | 1 (0.04)                             | 2 (0.08)                             | 6 (0.24)                             | 17 (0.67)                            | 45 (1.77)                            | 65 (2.56)                            | 87 (3.43)                            | 85 (3.35)                            | 54 (2.13)                            | 20 (0.79)                            | 3 (0.12)                             | 1 (0.04)                             | 386 (15.22)                          |
| Source #1: www.yr.no (médias de temperatura) |                                      |                                      |                                      |                                      |                                      |                                      |                                      |                                      |                                      |                                      |                                      |                                      |                                      |
| Source #2: Climate-Data.com (precipitação)   |                                      |                                      |                                      |                                      |                                      |                                      |                                      |                                      |                                      |                                      |                                      |                                      |                                      |

## História
Durante a Dinastia Hã (206 a.C.–220 d.C.), um número substancial de chineses Han viviam no vale de Xining, a leste. No século XVII, as tribos Oirate e Calca de língua mongólica migraram para Chingai e ficaram conhecidas como Mongóis Chingai. Em 1724, os Mongóis Chingai liderados por Lobzang Danjin se revoltaram contra a Dinastia Chingue. O imperador Yongzheng, depois de reprimir a rebelião, retirou a autonomia de Chingai e impôs o governo direto. Embora alguns tibetanos vivessem ao redor do lago, os Chingues mantiveram uma divisão administrativa desde a época de Guxi Cã entre o reino ocidental do Dalai Lama (ligeiramente menor que a atual Região Autônoma do Tibete) e as áreas habitadas por tibetanos no leste. Yongzheng também enviou colonos Manchu e Han para diluir os mongóis.
Durante o Domínio Nacionalista (1928–1949), o povo da etnia Han forma a maioria dos residentes da província de Chingai, embora os muçulmanos chineses (Hui) dominassem o governo. O general Ma Bufang do Kuomintang Hui, depois de convidar os muçulmanos do Cazaquistão, juntou-se ao governador de Chingai e a outros funcionários do alto escalão Chingai e do governo nacional na realização de uma cerimônia conjunta no Lago Kokonuur para adorar o Deus do Lago. Durante o ritual, o hino nacional chinês foi cantado e todos os participantes se curvaram a um Retrato do fundador do Kuomintang, Sun Yat-sen, bem como ao Deus do Lago. Os participantes, tanto han quanto muçulmanos, fizeram oferendas ao deus.

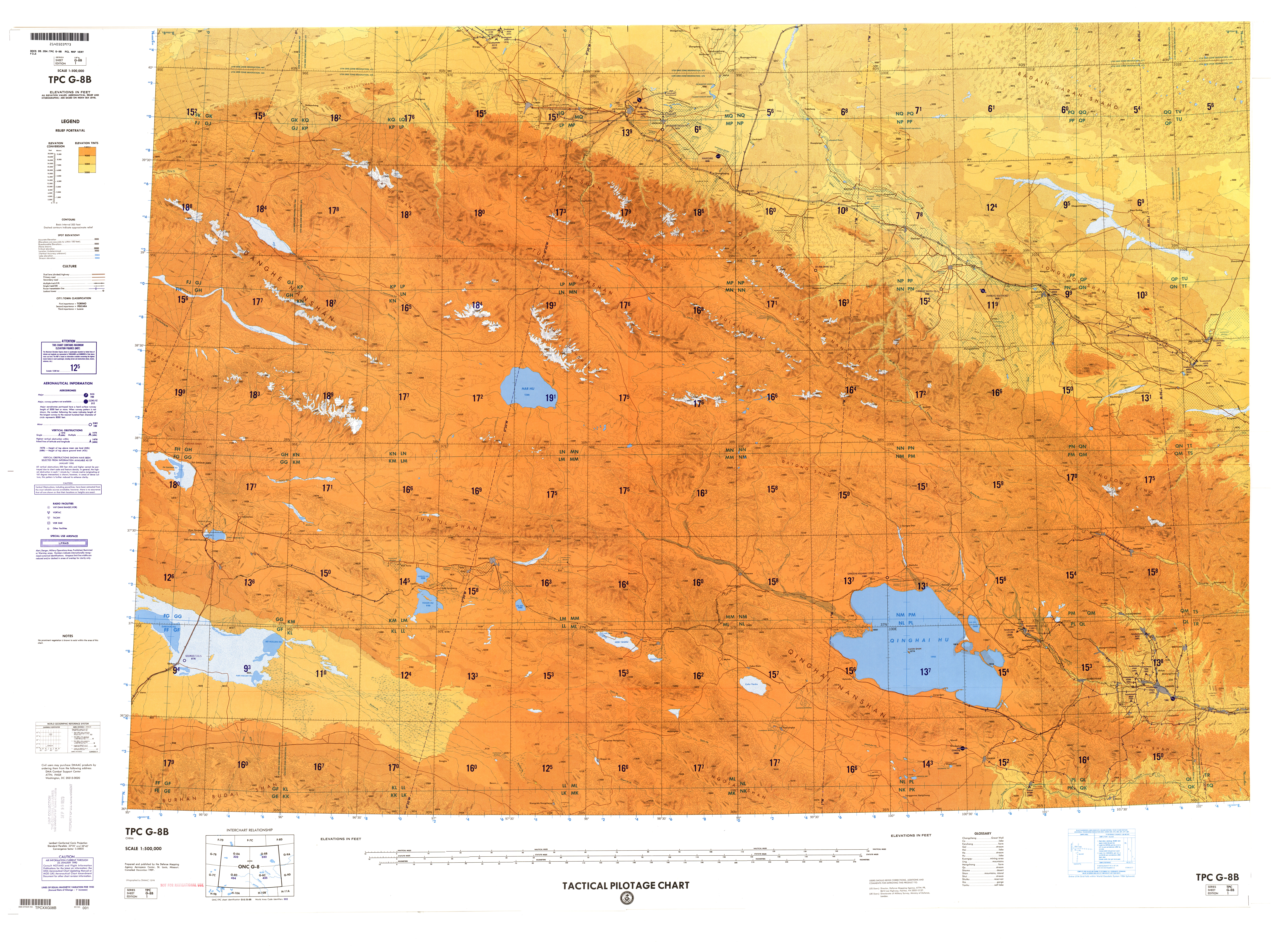
Mapa incluindo o Chingai

Após a Revolução Chinesa de 1949, refugiados do Movimento Antidireitista dos anos 1950 se estabeleceram na área a oeste do Chingai. Após a reforma econômica chinesa na década de 1980, atraída por novas oportunidades de negócios, a migração para a área aumentou, causando estresses ecológicos. A produção de grama fresca no condado de Gancha ao norte do lago diminuiu de uma média de 2 057 kg por hectare para 1 271 kg/ha em 1987. Em 2001, a Administração Florestal do Estado da China lançou a campanha "Retirar Plantações, Restaurar Pastagens" (退耕，还草) e começou a confiscar armas de pastores tibetanos e mongóis, supostamente para preservar a ameaçada gazela de Przewalski.
Antes da década de 1960, 108 rios de água doce desaguavam no lago. Em 2003, 85% da foz dos rios havia secado, incluindo o maior afluente do lago, o rio Buha. Entre 1959 e 1982, houve uma queda anual do nível da água de 10 centímetros, que foi revertida a uma taxa de 10 cm/ano entre 1983 e 1989, mas continuou a cair desde . A Academia Chinesa de Ciências relatou em 1998 que o lago foi novamente ameaçado com perda de área de superfície devido ao excesso de pastagens de gado, clamações de terras e causas naturais. A área de superfície diminuiu 11,7% no período de 1908 a 2000. Durante esse período, as áreas mais altas do fundo do lago foram expostas e vários corpos d'água foram separados do resto do lago principal. Na década de 1960, o Lago Gahai (尕 海, Gǎhǎi) de 48,9 quilômetros quadrados apareceu ao norte. O Lago Shadao (沙岛, Shādǎo), cobrindo uma área de 19,6 km2 apareceu ao nordeste, seguido na década de 1980, junto com o Lago Haiyan (海晏, Hǎiyàn) de 112,5 km2. Outro lago filho de 96,7 km2 se dividiu em 2004. Além disso, o lago agora se dividiu em mais meia dúzia de pequenos lagos na fronteira. A superfície de água encolheu 312 km2 nas últimas três décadas.

## Vida selvagem

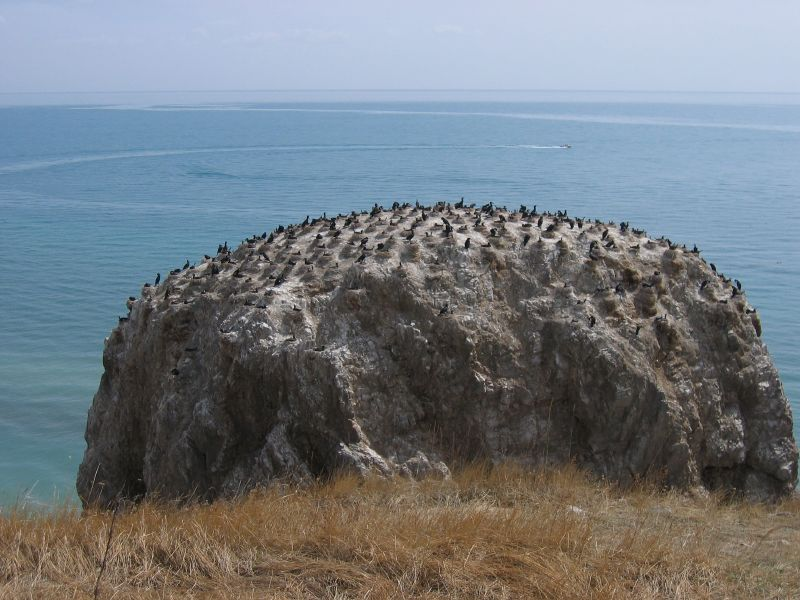
Uma ilha de pássaros

O lago está localizado no cruzamento de várias rotas de migração de pássaros pela Ásia. Muitas espécies usam o Chingai como uma parada intermediária durante a migração. Como tal, é um ponto focal nas preocupações globais em relação à gripe aviária (H5N1), já que um grande surto aqui pode espalhar o vírus pela Europa e Ásia, aumentando ainda mais as chances de uma pandemia. Pequenos surtos de H5N1 já foram identificados no lago. As Ilhas dos Pássaros são santuários da Zona de Proteção Natural do Lago Qinghai desde 1997.
Existem cinco espécies de peixes nativos: a carpa-nua comestível (Gymnocypris przewalskii, 湟 鱼; huángyú), que é a mais abundante no lago, e quatro espécies de botias-de pedra (Triplophysa stolickai, T. dorsonotata, T. scleroptera e T. siluroides). Outras espécies de peixes do Rio Amarelo viviam no lago, mas desapareceram com o aumento da salinidade e da basicidade, começando no início do Holoceno.

## Cultura
Há uma ilha na parte ocidental do lago com um templo e alguns eremitérios chamados "Mahādeva, o Coração do Lago" (mTsho snying Ma hā de wa) que historicamente foi o lar de um mosteiro budista. O templo também era usado para fins e cerimônias religiosas. Nenhum barco era usado durante o verão, então monges e peregrinos viajavam de e para lá somente quando o lago congelava no inverno. Um nômade descreveu o tamanho da ilha dizendo que: "se de manhã uma cabra começar a vasculhar a grama ao seu redor no sentido horário e seu cabrito no sentido anti-horário, eles se encontrarão apenas à noite, o que mostra o quão grande é a ilha." Também é conhecido como o lugar para o qual Gushri Khan e outros mongóis Khoshut migraram durante a década de 1620.
O lago é atualmente circunavegado por peregrinos, principalmente budistas tibetanos, especialmente a cada Ano do Cavalo do ciclo de 12 anos. Przhevalsky estimou que levaria cerca de 8 dias a cavalo ou 15 dias caminhando para rodear o lago, mas os peregrinos relatam que leva cerca de 18 dias a cavalo, e um levou 23 dias caminhando para completar a volta.

## Galeria

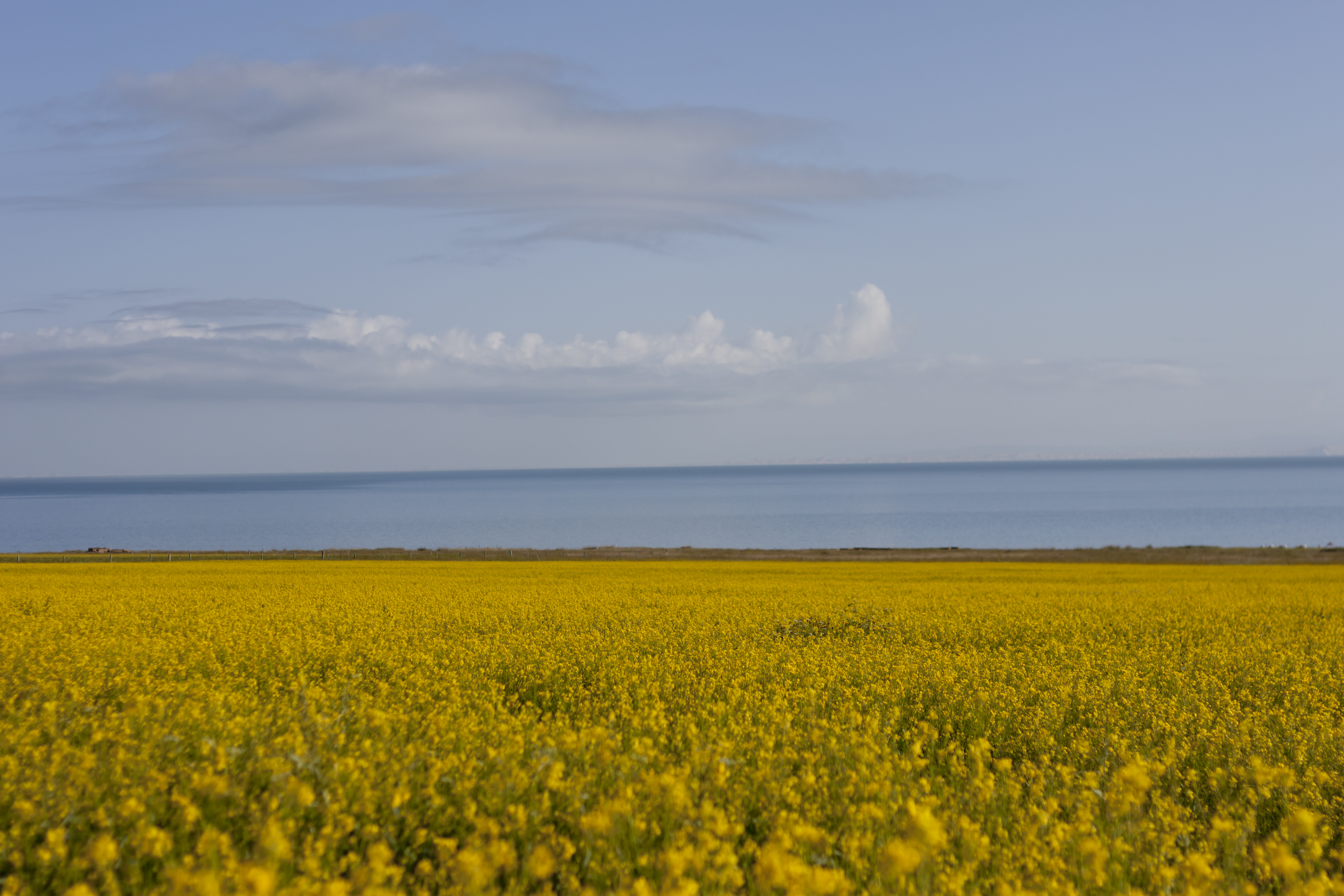
Campos de colza
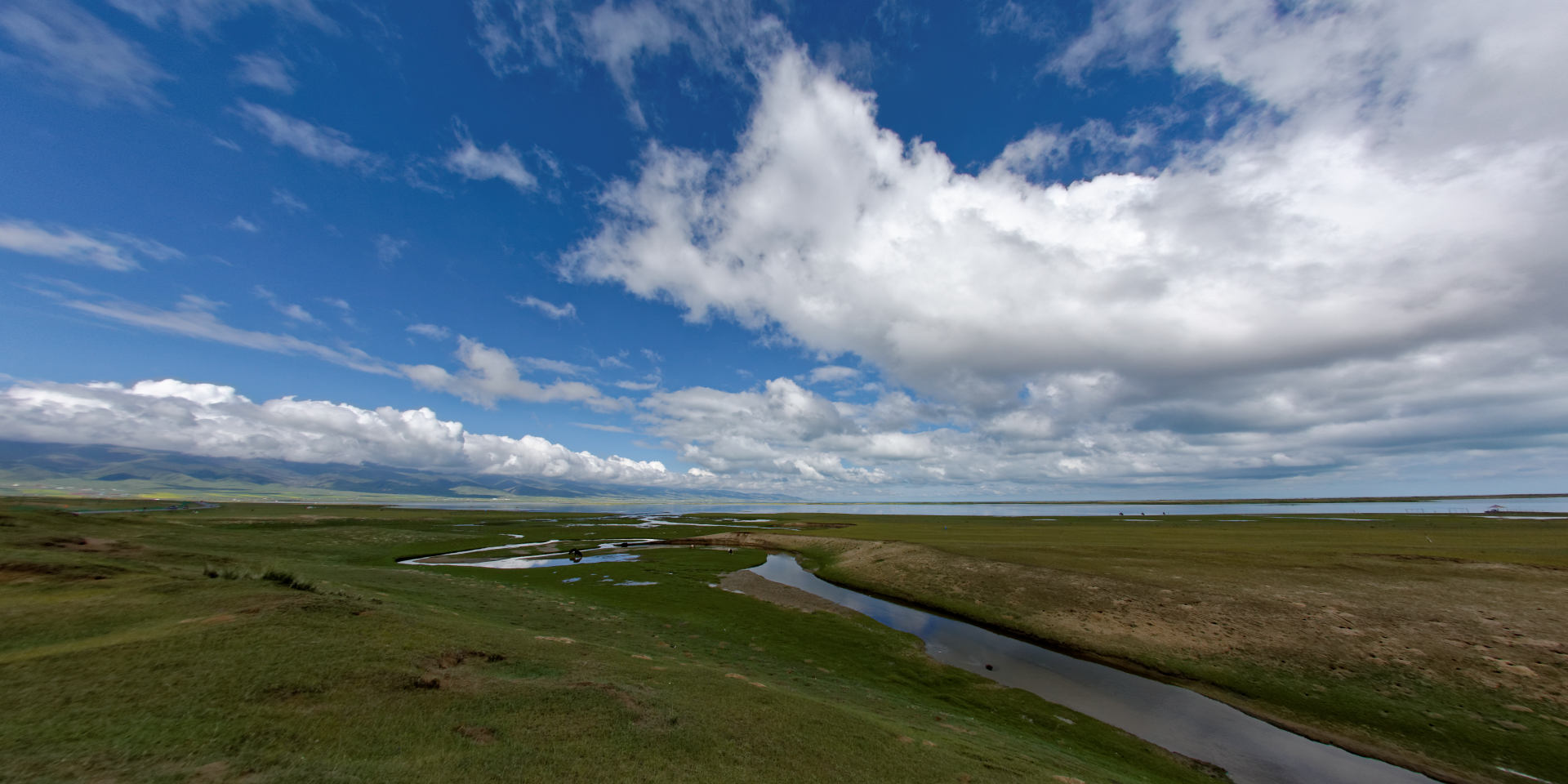
Pastagem perto do lago
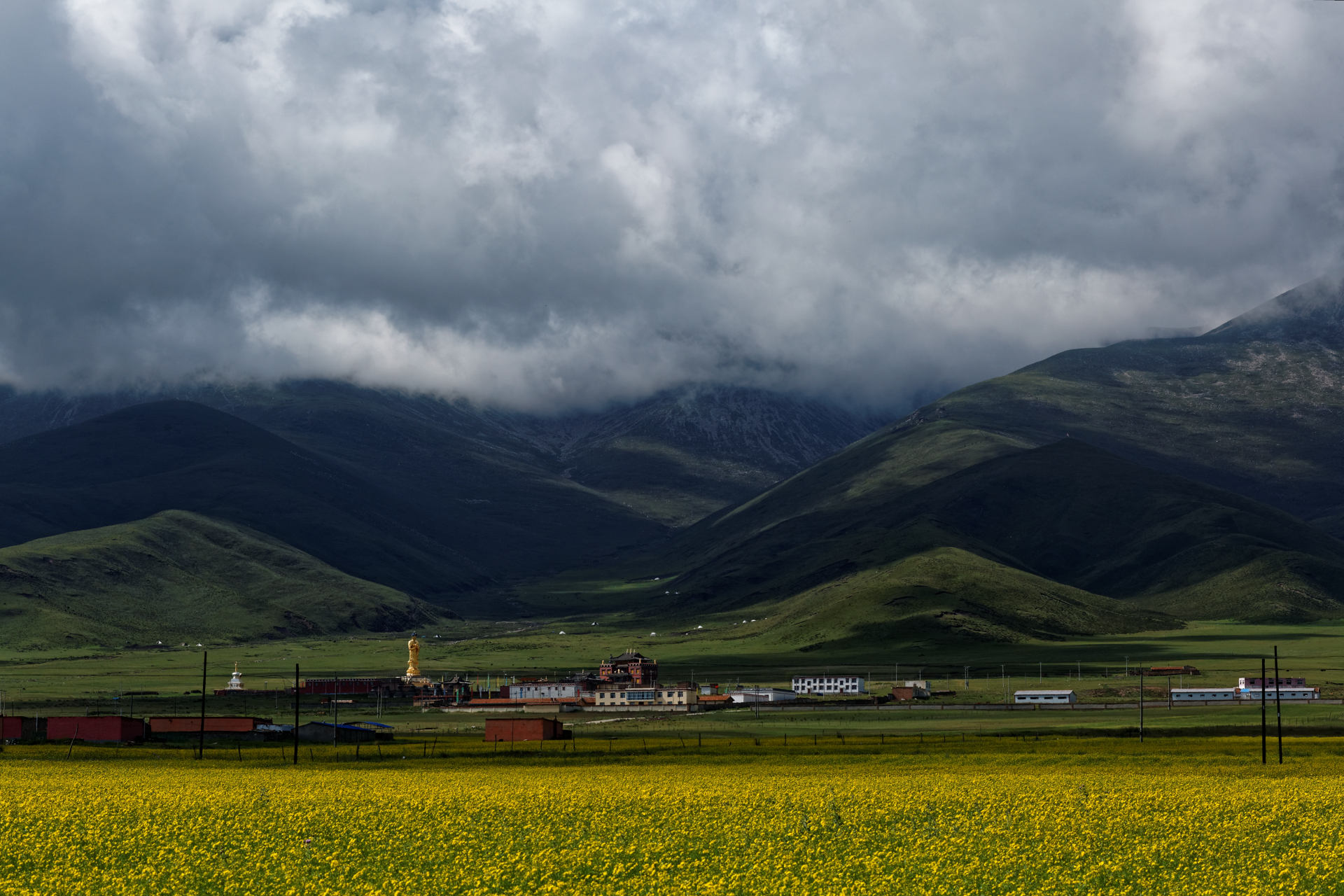
Monastério Guiai (རྒྱ་ཡེ་དགོན) no Chingai
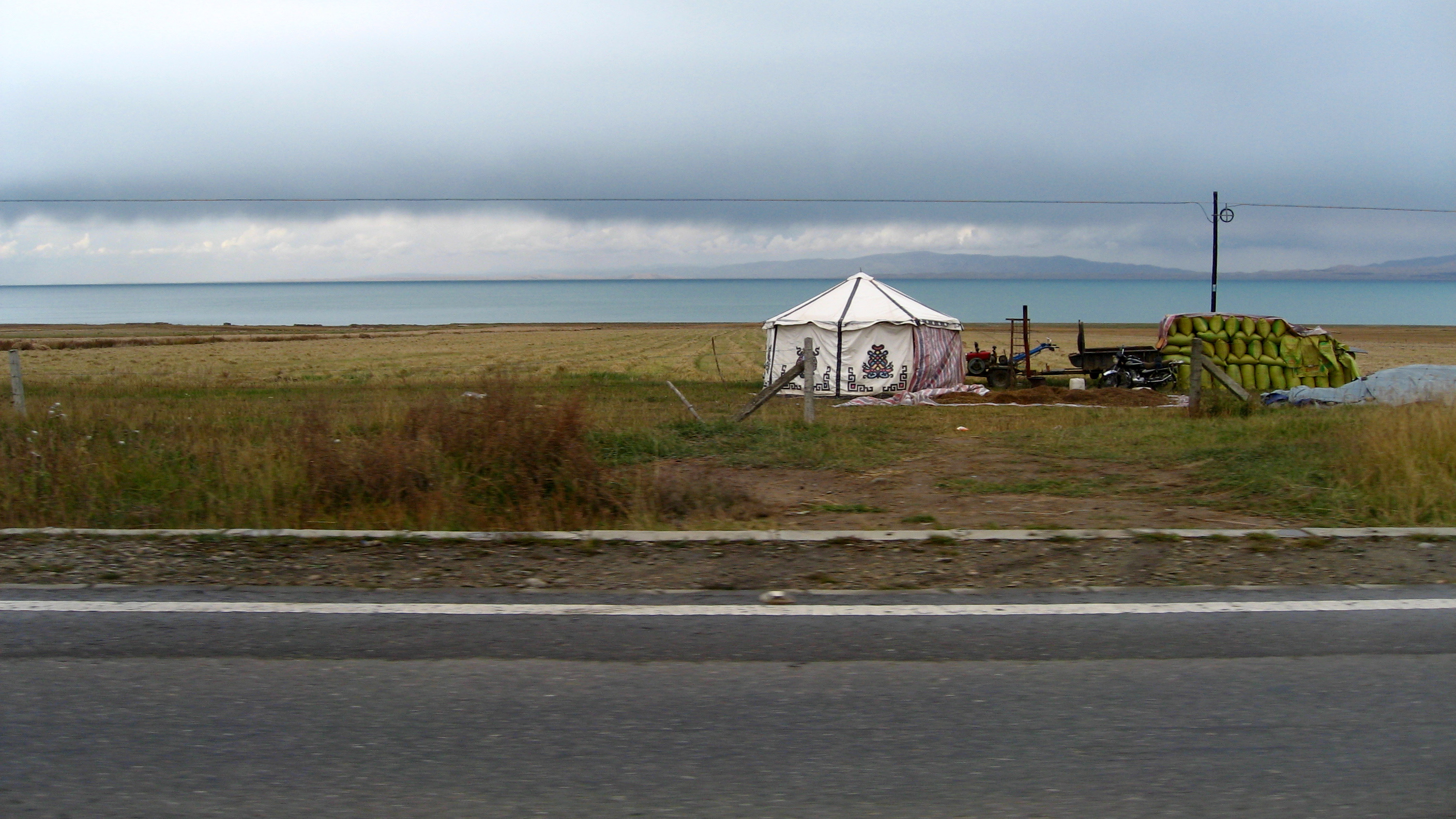
Yurt na costa